# ICHIRO-MONDOW 〜Two Chairs〜
『ICHIRO MONDOW 〜Two Chairs〜』（イチロー・モンドウ トゥーチェアーズ）は、讀賣テレビ放送（関西ローカル）で2006年4月1日から2007年3月31日まで、1年間限定で毎週土曜日原則22:54〜23:00（JST、本編は90秒間）に放送されたミニトーク番組である。

## 概要
- 同番組は、シアトル・マリナーズのイチロー選手が初めてMCを務める番組で、毎回各界の著名人を迎えて、あるキーワードを基にイチローとゲストが連想トークを繰り広げるというもので、イチローの大リーガーとは違った素の一面を見せるとともに、ゲストとの交遊録を満載に展開するというものである。ただし、収録はスケジュールの都合上、第38回放送予定分までが収録済である。
- イチロー自身もCM出演しているNTT西日本が、スポンサーについていたため、同社のブロードバンドサイトであるフレッツ・スクウェアの「イチローBBonフレッツ」でも配信されていた。
- また、関西地区限定であるが、スタート翌日の4月2日には、初回のゲストの中村獅童との収録後の様子や、今後のゲストとの問答とのやりとりを紹介するナビゲーション的番組が、同じ年齢の陣内智則のナレーション付きで放送された。
- 2007年3月で終了したが、好評につき、同年4月7日から、続編『ICHIRO-VERSUS【イチロー・バ（もしくは「ヴァ」）ーサス】』が放送される。

## 出演ゲストと連想トークのテーマ
- 2006年4月1日 中村獅童 （成功）
- 2006年4月8日 浅田真央 （プレッシャー）
- 2006年4月15日 劇団ひとり （追求）
- 2006年4月22日 井上雄彦 （ヒット）
- 2006年4月29日 辻口博啓 （動機）
- 2006年5月6日 北村晴男 （仕事）
- 2006年5月13日 浅田真央 （才能）
- 2006年5月20日 NIGO （自分流）
- 2006年5月27日 辻口博啓 （ベスト）
- 2006年6月3日 雅姫 （家庭）
- 2006年6月10日 中村獅童 （勝負）
- 2006年6月17日 長澤まさみ （表現者）
- 2006年7月1日 劇団ひとり （継続）
- 2006年7月8日 井上雄彦 （スランプ）
- 2006年7月15日 長澤まさみ （成長）
- 2006年7月22日 北村晴男（努力）
- 2006年7月29日 NIGO（試行錯誤）
- 2006年8月5日 長澤まさみ（苦悩）
- 2006年8月12日 雅姫（環境）
- 2006年8月19日 長澤まさみ（喜び）
- 2006年9月2日 浅田真央（達成）
- 2006年9月9日 劇団ひとり（限界）
- 2006年9月16日 井上雄彦（形）
- 2006年9月23日 北村晴男（プロ）
- 2006年9月30日 NIGO（可能性）
- 2006年10月7日 雅姫（やりたいこと）
- 2006年10月14日 辻口博啓（満足）
- 2006年10月21日 浅田真央（未来）
- 2006年10月28日 井上雄彦（発見）
- 2006年11月4日 劇団ひとり（評価）
- 2006年11月11日 北村晴男（準備）
- 2006年11月18日 NIGO（常識）
- 2006年11月25日 雅姫（積み重ね）
- 2006年12月2日 辻口博啓（ターニングポイント）
- 2006年12月9日 長澤まさみ（達成）
- 2006年12月16日 松坂慶子（経験）
- 2006年12月23日 内場勝則（チームワーク）
- 2007年1月6日 椎名林檎（こだわり）
- 2007年1月13日 松坂慶子（コミュニケーション）
- 2007年1月20日 内場勝則（夫婦）
- 2007年1月27日 椎名林檎（成績）
- 2007年2月3日 松坂慶子（脱皮）
- 2007年2月10日 内場勝則（観客）
- 2007年2月17日 椎名林檎（自分の形）
- 2007年2月24日 松坂慶子（愛情）
- 2007年3月3日 内場勝則（鍛錬）
- 2007年3月10日 椎名林檎（前進）
- 2007年3月17日 松坂慶子（フリートーク）
- 2007年3月24日 浅田真央（フリートーク）
- 2007年3月31日 椎名林檎（フリートーク）